# Temple d'Amon (Beit el-Ouali)
Pour les articles homonymes, voir Temple d'Amon.
Le temple d'Amon situé à Beit el-Ouali est un temple nubien de l'Égypte antique dédié au dieu Amon construit au début du règne du pharaon Ramsès II contenant de très beaux bas-reliefs historiques.
Il est situé au sud du barrage d'Assouan qui était autrefois la Nubie antique, inondée lors de la construction du barrage. Il a alors été déplacé ainsi que le temple de Kalabsha vers un terrain plus élevé de façon à ne pas être inondé, par une équipe d'archéologues polonais financés conjointement par le Chicago Oriental Institute et un institut suisse. Aujourd'hui, le site d'origine, qui se trouvait à 57 km au sud d'Assouan, est désormais sous les eaux du lac Nasser.
Le temple est petit, et a été construit sur un plan cruciforme symétrique. Il est composé d'une cour, d'une antichambre transversale avec deux colonnes et d'un sanctuaire taillé dans la roche environnante, à l'exception de la façade et de sa porte.
La cour est décorée de scènes montrant le pharaon Ramsès II dans la bataille contre les ennemis de l'Égypte. Le mur nord de cette cour représente une bataille contre les ennemis du nord-est, les asiatiques ; le mur sud de la cour représente une bataille contre les ennemis du sud, les Nubiens. Les scènes de la bataille de Nubie représentent plusieurs fils de Ramsès II engagés dans la bataille. Nul ne sait quand la bataille qui est affichée s'est réellement passée. En fait, elle peut avoir eu lieu alors que Ramsès II n'était que le prince héritier de l'Égypte selon l'analyse des scènes et des inscriptions du temple, comparées aux scènes de Karnak rapportant les expéditions militaires de Séthi Ier, ainsi qu'à d'autres documents (Abydos, Assouan), car moins de trois ans après la guerre nubienne de Séthi, une période de paix s'installe, et le vieux pharaon en profite pour associer son fils au trône et lui permettre de s'initier aux tâches administratives mais il ne semble pas que Ramsès ait participé, du vivant de son père, à aucune expédition militaire. On pense que quand il fut pharaon, le temple de Beit el-Wali a été construit par le préfet nubien Sitau en hommage rendu à Ramsès II pour ses batailles contre les Koushites, et qu'il y a été présenté comme le pharaon de la bataille.
Au-delà de la cour, il y a une porte centrale qui communique avec une antichambre transversale. Au-dessus de cette porte, le rocher a été taillé en arc par les coptes.
Le plafond de l'antichambre est soutenu par deux architraves orientées nord-sud, soutenues par deux robustes colonnes cannelées. Ces colonnes sont plutôt inhabituelles, d'un type connu sous le nom de « proto-dorique ».
Sur les murs encadrant l'entrée figurent deux scènes de massacres d'ennemis : d'un côté Ramsès II matraque un asiatique et de l'autre, il tient un nubien par sa chevelure.
À chaque bout de cette antichambre transversale, il y a des scènes d'offrande représentant Ramsès II entre des divinités :
- à gauche, Horus suivi d'Isis coiffée d'un scorpion ; le roi est suivi par Hathor qui lui offre des jubilés heb-sed ;
- à droite, Khnoum à qui le roi offre des vases à vin Nou ; Khnoum est suivi par Satis, le roi est suivi par Anoukis qui présente des jubilés.

Sur le mur à l'arrière de l'antichambre, des scènes d'offrande à Amon encadrent la porte mène à l'unique sanctuaire :
- à gauche, le roi tenant Maât dans sa main gauche l'offre à Amon ;
- à droite, le roi offre des vases à vin Nou.

Dans le sanctuaire taillé dans le roc en grès de la falaise :
- de chaque côté de la porte, Isis à gauche et Anoukis à droite donnent le sein à Ramsès II ;
- à gauche le roi offre des vases Nou à Horus, puis il verse des libations et offre de l'encens à Amon-Rê ;
- à droite, le roi est conduit par Khnoum suivi par Satis, jusqu'à Amon-Rê à qui il offre de l'encens.

Au début de la période copte, le temple est transformé en église.